# Fiorano Canavese
Fiorano Canavese là một đô thị ở tỉnh Torino trong vùng Piedmont, có vị trí cách khoảng 45 km về phía bắc của Torino, nước Ý. Tại thời điểm ngày 31 tháng 12 năm 2004, đô thị này có dân số 878 người và diện tích là 4,3 km².
Fiorano Canavese giáp các đô thị: Montalto Dora, Lessolo, Alice Superiore, Ivrea, Banchette, Banchette, Salerano Canavese, Samone, Lugnacco, và Loranzè.